# Sharon Laws
Sharon Laws (Nairobi, 7 de juliol de 1974 - ?, 16 de desembre de 2017) fou una ciclista britànica professional des del 2008 fins al 2016. Es va proclamar campiona del Regne Unit tant en ruta com en contrarellotge.

## Palmarès
- 2007
  - 1a al Tour de Bright i vencedora d'una etapa
- 2008
  -  Campiona del Regne Unit en contrarellotge
- 2010
  - 1a al Tour de Berna
  - Vencedora d'una etapa al Tour de l'Ardecha
- 2012[2]
  -  Campiona del Regne Unit en ruta
  - 1a al 94.7 Cycle Challenge